# Starrdvärgspindel
Starrdvärgspindel (Karita paludosa) är en spindelart som först beskrevs av Duffey 1971.  Starrdvärgspindel ingår som enda art i släktet Karita och familjen täckvävarspindlar. Arten är reproducerande i Sverige. Inga underarter finns listade i Catalogue of Life.